# Alessandro Nivola

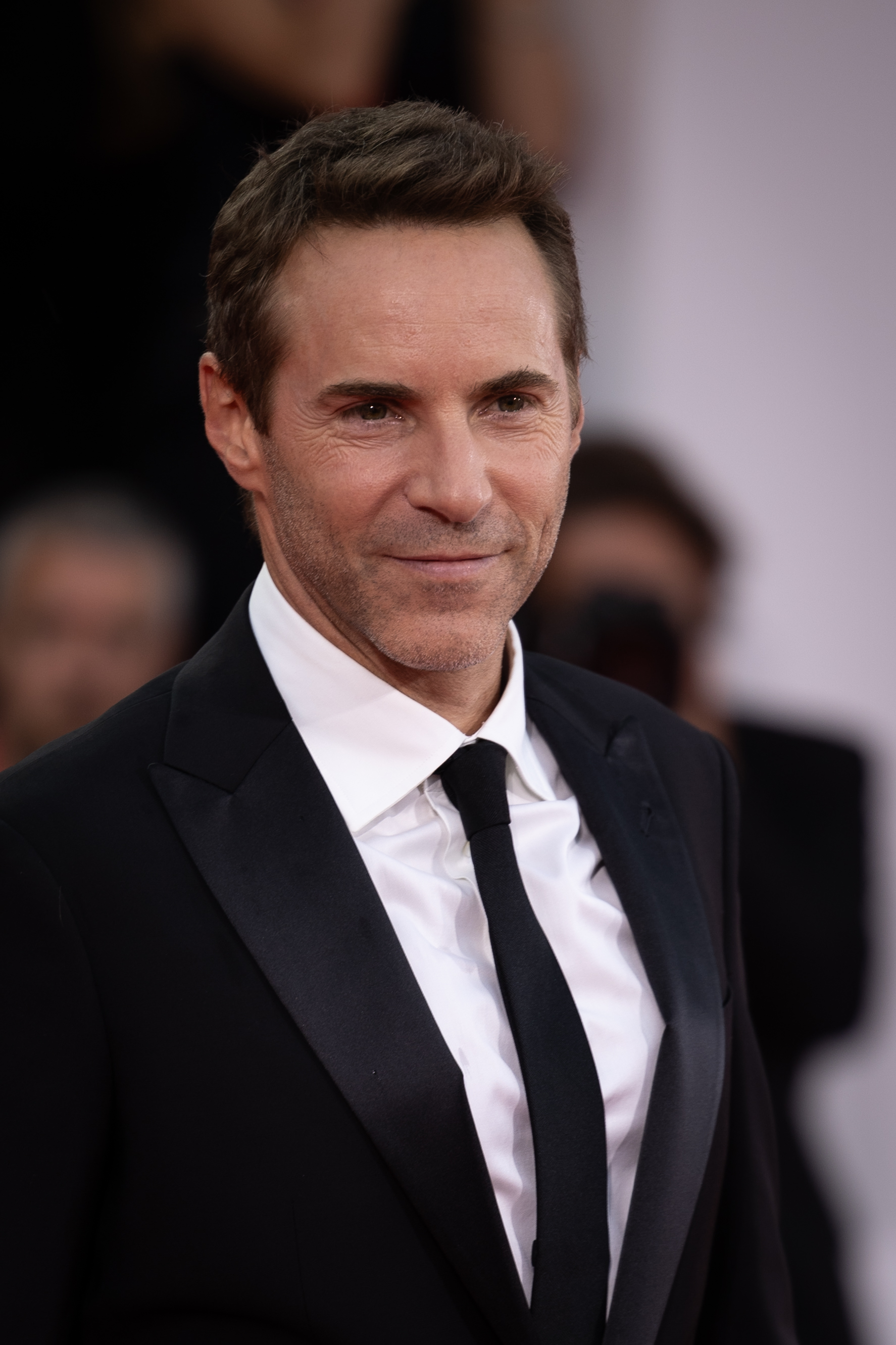
Alessandro Nivola (2024)

Alessandro Antine Nivola (* 28. Juni 1972 in Boston, Massachusetts) ist ein US-amerikanischer Schauspieler.

## Leben
Der Sohn eines italienischen Akademikers und einer US-Amerikanerin wuchs in seiner Geburtsstadt Boston auf. Schon früh von der Schauspielerei fasziniert, besuchte Nivola das Zeltlager eines Sommertheaters und begann am Eugene O'Neill Theatre in Waterford, Connecticut Theater zu spielen. Er empfing ein B.A. in englischer Literatur von der Yale University mit Auszeichnung im Jahr 1994 und ging später nach New York, um eine seriöse Schauspielkarriere am Theater zu starten. Seit Mitte der 1990er Jahre ist Nivola regelmäßig auf der Kinoleinwand zu sehen. Für seine zweite Filmrolle als Bruder von Nicolas Cage in dem Thriller Im Körper des Feindes (1997) gewann er eine Nominierung für den Blockbuster Entertainment Award als bester Nebendarsteller in einem Abenteuerfilm.
Seine erste Hauptrolle erhielt der 1,75 m große Schauspieler ein Jahr später für Michael Winterbottoms britisches Drama I want you, in dem Rachel Weisz seine Filmpartnerin war. Danach folgten Filmrollen auf beiden Seiten des Atlantiks, wobei er einem großen US-amerikanischen Publikum durch seine Darstellung des Billy Brennan in Joe Johnstons 93 Mio. US-Dollar teuren Actionverfilmung Jurassic Park III neben Sam Neill bekannt wurde. 2004 erhielt er für seine Rolle in dem US-amerikanischen Independent-Film Laurel Canyon (2003) eine Nominierung als bester Nebendarsteller für den Independent Spirit Award. 2005 mimte Nivola einen englischen Fußball-Profi in Goal – Lebe deinen Traum, einem Sportler-Drama, das den Aufstieg eines jungen US-amerikanischen Fußballtalents (gespielt von Kuno Becker) aus dem Latino-Viertel von Los Angeles bis in die englische Premier League nachzeichnet. 2007 folgten die Fortsetzung Goal II – Der Traum ist real! und die männliche Hauptrolle in dem Drama Das Mädchen im Park an der Seite von Sigourney Weaver und Kate Bosworth. 2008 stand er gemeinsam mit Jessica Alba in dem Horrorfilm The Eye vor der Kamera.
In den Filmen Laurel Canyon und der preisgekrönten Independentkomödie Junikäfer (2005) trat Nivola auch als Sänger in Erscheinung. Er ist seit dem 3. Januar 2003 mit seiner englischen Schauspielkollegin Emily Mortimer verheiratet, mit der er zusammen in Kenneth Branaghs Shakespeare-Adaption Verlorene Liebesmüh’ (2000) vor der Kamera stand. Ihre gemeinsamen Kinder Sam (* 2003) und May (* 2010) wurden ebenfalls Schauspieler. Im Jahr 2004 zog die Familie nach Los Angeles.

## Filmografie (Auswahl)
Als Schauspieler
- 1996: Emma (Fernsehfilm)
- 1997: Im Körper des Feindes (Face/Off)
- 1997: Die Abbotts – Wenn Haß die Liebe tötet (Inventing the Abbotts)
- 1998: I Want You
- 1998: Reach the Rock
- 1999: Best Laid Plans
- 1999: Mansfield Park
- 2000: Verlorene Liebesmüh’ (Love’s Labour’s Lost)
- 2001: Jurassic Park III
- 2002: Laurel Canyon
- 2003: Carolina – Auf der Suche nach Mr. Perfect (Carolina)
- 2004: Anatomie einer Entführung (The Clearing)
- 2005: Junikäfer (Junebug)
- 2005: Goal – Lebe deinen Traum (Goal! The Dream Begins)
- 2005: The Sisters
- 2006: The Darwin Awards
- 2007: Die Zeit ohne Grace (Grace Is Gone)
- 2007: Goal II – Der Traum ist real! (Goal! 2: Living the Dream…)
- 2007: Das Mädchen im Park (The Girl in the Park)
- 2007: The Company – Im Auftrag der CIA (The Company, Miniserie)
- 2008: Who Do You mLove?
- 2008: The Eye
- 2008: Five Dollars a Day ($5 a Day)
- 2009: Coco Chanel – Der Beginn einer Leidenschaft (Coco avant Chanel)
- 2010: Janie Jones
- 2010: Howl – Das Geheul (Howl)
- 2012: Ginger & Rosa
- 2013: Devil’s Knot – Im Schatten der Wahrheit (Devil’s Knot)
- 2013: American Hustle
- 2014: A Most Violent Year
- 2014: Selma
- 2015: Day Out of Days
- 2015: Doll & Em (Fernsehserie, 4 Folgen)
- 2016: The Neon Demon
- 2017: The Wizard of Lies – Das Lügengenie (The Wizard of Lies, Fernsehfilm)
- 2017: Ungehorsam (Disobedience)
- 2017: A Beautiful Day (You Were Never Really Here)
- 2019: The Red Sea Diving Resort
- 2019: The Art of Self-Defense
- 2021: The Many Saints of Newark
- 2022: Spin Me Round
- 2022: Weißes Rauschen (White Noise)
- 2022: Amsterdam
- 2023: Boston Strangler
- 2023: Wildcat
- 2024: The Big Cigar (Miniserie)
- 2024: Der Brutalist (The Brutalist)
- 2024: The Room Next Door
- 2024: Kraven the Hunter

Als Produzent
- 2013–2015: Doll & Em (Fernsehserie, 12 Folgen)